# Норлинг, Аксель
Аксель Норлинг (швед. Axel Norling; 16 апреля 1884, Стокгольм — 7 мая 1964, Стокгольм) — шведский гимнаст и перетягиватель каната, чемпион летних Олимпийских игр 1908 и 1912.
На Играх 1908 в Лондоне Норлинг участвовал только в командном первенстве, в котором его сборная заняла первое место. Через четыре года, на Олимпиаде 1912 в Стокгольме он вошёл в состав своей сборной, которая стала лучшей по шведской системе.
Также Норлинг участвовал в перетягивании каната на Олимпийских играх 1906 в Афинах, где его команда заняла третье место, однако Международный олимпийский комитет не признаёт эти Игры и поэтому формально награда считается неофициальной.